# Device Forts
Device Forts, også kendt som Henrician castles og blockhouses, var en serie artillerifæstninger, der blev opført af Henrik 8. til at beskytte Englands kyst. Traditionelt havde Kronen overladt kystforsvaret til lokale herremænd og samfund, men truslen om en fransk eller spansk ledet invasion fik kongen til at igangsætte en ordre, kaldet et "device", om at igangsætte et program der indbefattede opførslen af en række forsvarsværker i perioden 1539 til 1547.
Fæstningerne går fra store borge i sten placeret til at beskytte the Downs ankerplads i Kent, til små blokhuse med udsigt til Milford Haven i Pembrokeshire, og bastioner langs Essex' kyst. Nogle forter blev drevet uafhængigt, mens andre blev designet til at give gensidig beskyttelse. Device-programmet var voldsomt dyrt, og kostede £376.000 (estimeret til mellem £2 og £82 mia. i nutidens penge), og en stor del af disse penge kom fra overskuddet ved klosteropløsningen får år forinden.
Erosion har helt eller delvist ødelagt flere af fæstningerne. Mange er dog blevet restaureret og er åbne for offentligheden.